# Wijken en buurten in Wymbritseradeel
De voormalige Nederlandse gemeente Wymbritseradeel is voor statistische doeleinden onderverdeeld in wijken en buurten. De gemeente is verdeeld in de volgende statistische wijken:
- Wijk 00 IJlst (CBS-wijkcode:068300)
- Wijk 01 Zuid (CBS-wijkcode:068301)
- Wijk 02 Oost (CBS-wijkcode:068302)
- Wijk 03 West (CBS-wijkcode:068303)
- Wijk 04 Oosthem (CBS-wijkcode:068304)
- Wijk 05 Noordwest (CBS-wijkcode:068305)
- Wijk 06 Zuidoost (CBS-wijkcode:068306)
- Wijk 07 Woudsend (CBS-wijkcode:068307)

Een statistische wijk kan bestaan uit meerdere buurten. Onderstaande tabel geeft de buurtindeling met kentallen volgens het Centraal Bureau voor de Statistiek (2008):
| CBS-buurtcode | Buurtnaam                       | Inwonertal | Opp. totaal (ha) | Opp. land (ha) | Ligging                |
| ------------- | ------------------------------- | ---------- | ---------------- | -------------- | ---------------------- |
| BU06830000    | Oud IJlst                       | 570        | 46               | 39             | Locatie in de gemeente |
| BU06830001    | Nijezijl-Roodhem                | 1410       | 66               | 60             | Locatie in de gemeente |
| BU06830002    | De Rat-Cloosterkamp             | 1220       | 40               | 36             | Locatie in de gemeente |
| BU06830003    | Verspreide huizen IJlst         | 120        | 504              | 475            | Locatie in de gemeente |
| BU06830100    | Heeg                            | 2060       | 164              | 138            | Locatie in de gemeente |
| BU06830102    | Hommerts                        | 570        | 121              | 121            | Locatie in de gemeente |
| BU06830103    | Jutrijp                         | 260        | 44               | 42             | Locatie in de gemeente |
| BU06830107    | Verspreide huizen Heeg          | 240        | 1358             | 1012           | Locatie in de gemeente |
| BU06830108    | Verspreide huizen Hommerts      | 50         | 930              | 878            | Locatie in de gemeente |
| BU06830109    | Verspreide huizen Jutrijp       | 40         | 564              | 485            | Locatie in de gemeente |
| BU06830200    | Scharnegoutum                   | 1510       | 100              | 97             | Locatie in de gemeente |
| BU06830201    | Goënga                          | 190        | 27               | 26             | Locatie in de gemeente |
| BU06830202    | Gauw                            | 350        | 36               | 36             | Locatie in de gemeente |
| BU06830206    | Verspreide huizen Scharnegoutum | 150        | 576              | 572            | Locatie in de gemeente |
| BU06830207    | Verspreide huizen Goënga        | 70         | 325              | 320            | Locatie in de gemeente |
| BU06830208    | Verspreide huizen Gauw          | 10         | 125              | 122            | Locatie in de gemeente |
| BU06830300    | Oudega                          | 550        | 81               | 77             | Locatie in de gemeente |
| BU06830301    | Gaastmeer                       | 210        | 30               | 27             | Locatie in de gemeente |
| BU06830302    | Idzega                          | 30         | 510              | 400            | Locatie in de gemeente |
| BU06830304    | Sandfirden                      | 20         | 317              | 135            | Locatie in de gemeente |
| BU06830308    | Verspreide huizen Oudega        | 120        | 759              | 574            | Locatie in de gemeente |
| BU06830309    | Verspreide huizen Gaastmeer     | 70         | 638              | 460            | Locatie in de gemeente |
| BU06830400    | Oosthem                         | 290        | 29               | 27             | Locatie in de gemeente |
| BU06830401    | Blauwhuis                       | 510        | 173              | 172            | Locatie in de gemeente |
| BU06830402    | Westhem                         | 80         | 317              | 273            | Locatie in de gemeente |
| BU06830403    | Abbega                          | 110        | 24               | 24             | Locatie in de gemeente |
| BU06830404    | Wolsum                          | 60         | 18               | 18             | Locatie in de gemeente |
| BU06830405    | Greonterp                       | 40         | 33               | 32             | Locatie in de gemeente |
| BU06830406    | Verspreide huizen Greonterp     | 50         | 412              | 410            | Locatie in de gemeente |
| BU06830407    | Verspreide huizen-Oosthem       | 170        | 810              | 765            | Locatie in de gemeente |
| BU06830408    | Verspreide huizen Abbega        | 140        | 527              | 506            | Locatie in de gemeente |
| BU06830409    | Verspreide huizen Wolsum        | 80         | 483              | 472            | Locatie in de gemeente |
| BU06830500    | Tirns                           | 110        | 26               | 25             | Locatie in de gemeente |
| BU06830501    | Nijland                         | 830        | 46               | 46             | Locatie in de gemeente |
| BU06830502    | Folsgare                        | 350        | 383              | 381            | Locatie in de gemeente |
| BU06830503    | Tjalhuizum                      | 20         | 96               | 95             | Locatie in de gemeente |
| BU06830507    | Verspreide huizen Tirns         | 70         | 452              | 447            | Locatie in de gemeente |
| BU06830508    | Verspreide huizen Nijland       | 220        | 940              | 936            | Locatie in de gemeente |
| BU06830600    | Oppenhuizen                     | 1100       | 74               | 69             | Locatie in de gemeente |
| BU06830601    | Uitwellingerga                  | 380        | 82               | 68             | Locatie in de gemeente |
| BU06830608    | Verspreide huizen Oppenhuizen   | 20         | 372              | 321            | Locatie in de gemeente |
| BU06830609    | Verspreide huizen               | 30         | 483              | 399            | Locatie in de gemeente |
| BU06830700    | Woudsend                        | 1310       | 130              | 117            | Locatie in de gemeente |
| BU06830701    | Indijk                          | 130        | 790              | 395            | Locatie in de gemeente |
| BU06830702    | IJpecolsga                      | 40         | 770              | 500            | Locatie in de gemeente |
| BU06830703    | Smallebrugge                    | 10         | 100              | 89             | Locatie in de gemeente |
| BU06830704    | Koufurderrige                   | 70         | 250              | 243            | Locatie in de gemeente |
| BU06830708    | Verspreide huizen Woudsend      | 0          | 48               | 41             | Locatie in de gemeente |
| BU06830709    | Verspreide huizen Koufurderrige | 50         | 1045             | 831            | Locatie in de gemeente |